# Schloss Unterschüpf

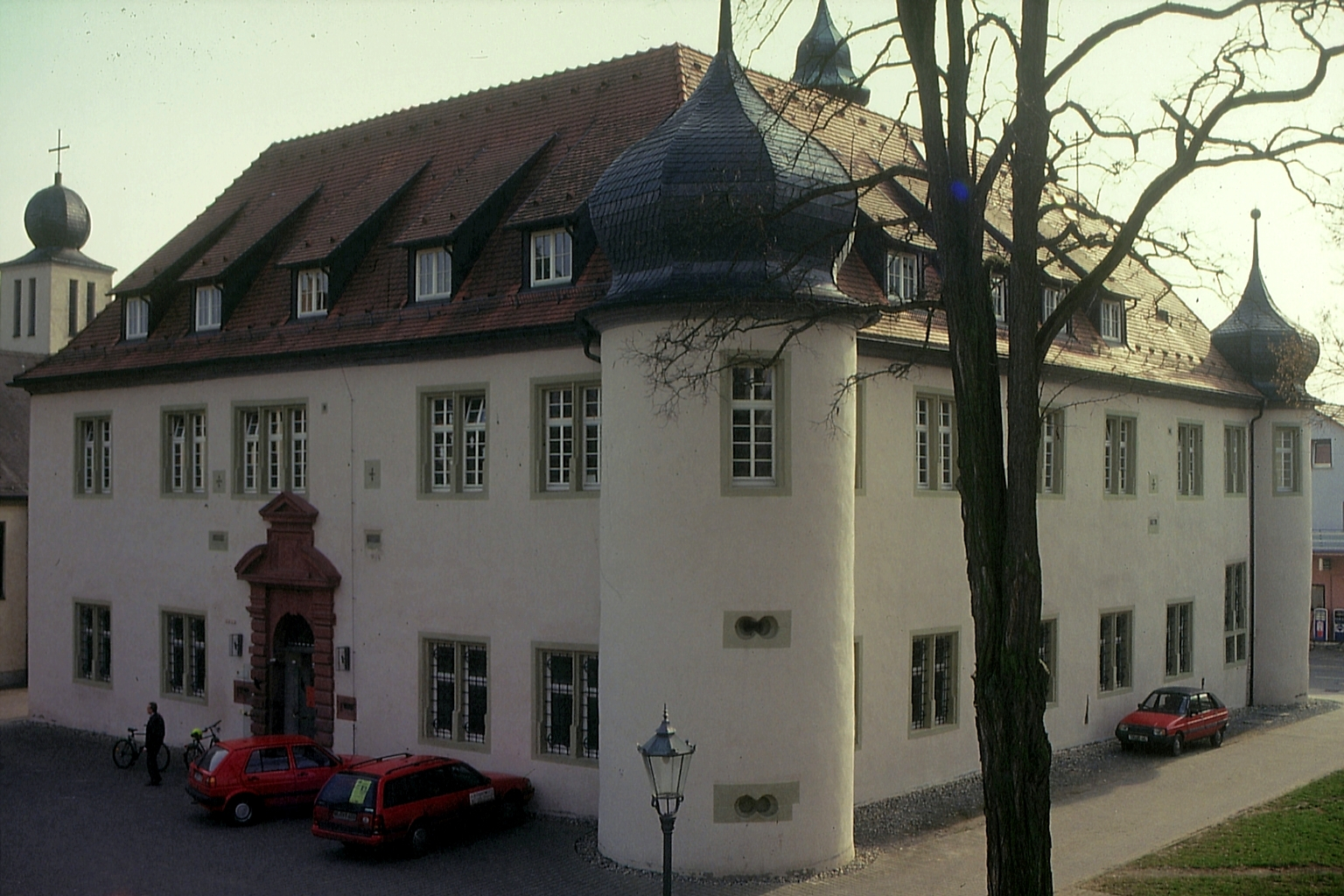
Schloss Unterschüpf

Das Schloss Unterschüpf, auch Wasserschloss Unterschüpf genannt, ist ein ehemaliges Wasserschloss in Unterschüpf, einem Ortsteil von Boxberg in Baden-Württemberg.

## Geschichte
Wohl schon vor dem Jahr 1150 hatte am Ort ein Sitz der Schenken von Schüpf, Reichsministerialen im Dienst des ersten Stauferkönigs Konrads III., bestanden. Deren Nachfahren nannten sich später Schenken von Limpurg und wurden ein bedeutendes, reichsunmittelbares Adelshaus. Deren Schüpfer Zweig ist um 1261 ausgestorben. Später kam Schüpf an die Edelfreien von Boxberg. Gemeinsam mit Boxberg kam Schüpf dann von diesen an den Johanniterorden. Dieser sah sich aufgrund drückender Schulden zum Verkauf gezwungen; mit Unterstützung der Kurpfalz und wohl auch Würzburgs erwarben die Ritter von Rosenberg die Herrschaft. 
Das Schloss Unterschüpf wurde ab 1610 anstelle eines aus dem Jahr 1561 stammenden Vorgängerbaus als Sitz der  im Renaissance-Stil errichtet. Nach dem Aussterben der Rosenberger fiel es 1640 als kurmainzisches Lehen an den kaiserlichen Feldherrn im Dreißigjährigen Krieg Melchior von Hatzfeld, einen früheren Gefolgsmann Wallensteins. Die Grafen von Hatzfeld behielten den Besitz bis zu ihrem Aussterben 1794. Im Jahr 1808 ging es in den Besitz der Fürsten von Leiningen über. 1830 wurden die Wassergräben zugeschüttet. 1874 erwarb die Gemeinde Unterschüpf das Schloss, bei der es, bzw. bei deren Rechtsnachfolger, der Stadt Boxberg, bis heute verblieben ist. In den 1970er Jahren erfolgten umfassende Sanierungsmaßnahmen. Seit den 1980er Jahren wird das Gebäude als Schule für Sprachbehinderte genutzt.

## Anlage
Das Schloss ist ein annähernd quadratischer zweigeschossiger Bau mit drei runden Ecktürmen und kleinem Innenhof mit Treppenturm. Mehrere Brillenscharten verleihen ihm einen wehrhaften Charakter, wobei es sich nie um einen Wehrbau gehandelt hatte. An der Nordostseite befindet sich ein Rustika-Portal. Bis auf die Dächer und einige vergrößerte Fenster hat sich das Schloss in seinem Äußeren nahezu unverändert erhalten.

## Nutzung
Das Schloss Unterschüpf war einst der Sitz fränkischer Adliger. Es diente auch als Gottesdienstraum. Später wurde das Schloss als Rathaus und als Ortsgefängnis genutzt. Seit den 1980er Jahren wird das Gebäude als Schule für Sprachbehinderte genutzt.